# Genista mugronensis
Genista mugronensis là một loài thực vật có hoa trong họ Đậu. Loài này được Vierh. miêu tả khoa học đầu tiên.